# シュプレヒコール (曲)
「シュプレヒコール」は、RADWIMPSの通算14枚目のシングル。2012年8月1日にEMIミュージック・ジャパンから発売された。

## 概要
前作「狭心症」から約1年半ぶりのリリースとなる。
発売前の7月28日から29日の48時間限定でニコニコ動画にて限定配信された。
初回限定盤と通常盤の2形態で発売。初回限定盤は紙ジャケット仕様となる。
カップリング曲には「独白」が収録されており、CDシングルにのみ「22:20:12:5:14:2012」といった即興演奏のインスト楽曲がボーナストラックとして収録されている。
アルバム『絶体絶命』から次作『×と○と罪と』までの間にリリースされたシングルの中で唯一『×と○と罪と』に収録されていない。
2012年～13年に行ったライブで数回披露した後、2020年のメジャーデビュー15周年記念ライブまで約7年間ライブで披露されなかった。

## ミュージックビデオ
シュプレヒコール
監督：永戸鉄也と外輪山映像倶楽部
本人達の演奏映像は無く、様々な映像を断片的に繋ぎあわせた内容である。YouTubeでは年齢制限が掛けられている。

## 収録内容
| 全作詞・作曲: 野田洋次郎、全編曲: RADWIMPS。 |                        |            |            |      |
| #                                            | タイトル               | 作詞       | 作曲・編曲 | 時間 |
| 1.                                           | 「シュプレヒコール」   | 野田洋次郎 | 野田洋次郎 | 5:50 |
| 2.                                           | 「独白」               | 野田洋次郎 | 野田洋次郎 | 8:20 |
| 3.                                           | 「22:20:12:5:14:2012」 | 野田洋次郎 | 野田洋次郎 | 4:35 |
| 合計時間:                                    | 合計時間:              | 18:45      |            |      |

## 参加ミュージシャン

### RADWIMPS
野田洋次郎 - Vocal & Guitar & Piano & Programming
桑原彰 - Guitar
武田祐介 - Bass
山口智史 - Drums